# Mario Muscat
Mario Muscat (ur. 18 sierpnia 1976 w Paoli) – maltański piłkarz grający na pozycji bramkarza od początku swej kariery w Hibernians FC.

## Kariera piłkarska
Mario Muscat od 17 roku życia gra w drużynie Hibernians FC. Już w swym pierwszym sezonie w barwach tej drużyny grał w 18 ligowych meczach. Najwięcej meczów rozegrał w sezonach 2002/2003 i 2008/2009. W całej karierze strzelił nawet bramkę - w sezonie 2000/2001.
Od 1996 roku Mario Muscat reprezentuje również Maltę. Na swoim koncie ma już ponad 65 występów w reprezentacji.